# Nationaal park Savage River
Het Nationaal park Savage River is een nationaal park in Australië. Het ligt in het noordwesten van Tasmanië en heeft een oppervlakte van 17.980 hectare.
Op 30 april 1999 is het tot een nationaal park verklaard.
Ben Lomond · 
Cradle Mountain-Lake St Clair · 
Douglas-Apsley · 
Franklin-Gordon Wild Rivers · 
Freycinet · 
Hartz Mountains · 
Kent Group · 
Maria Island · 
Mole Creek Karst · 
Mount Field · 
Mount William · 
Narawntapu · 
Rocky Cape · 
Savage River · 
South Bruny · 
Southwest · 
Strzelecki · 
Tasman · 
Walls of Jerusalem
Nationale parken in: AUS · NSW · NT · QLD · SA · TAS · VIC · WA